# البصراط
قرية البصراط هي إحدى القرى التابعة لمركز المنزلة في محافظة الدقهلية في جمهورية مصر العربية. حسب إحصاءات سنة 2006، بلغ إجمالي السكان في البصراط 26059 نسمة، منهم 13604 رجل و12455 امرأة.

## التاريخ
قرية البصراط من القرى القديمة، حيث وردت باسم «البسراط» في أعمال الدقهلية ضمن قرى الروك الصلاحي التي أحصاها ابن مماتي في كتاب قوانين الدواوين، وقال ابن مماتي أنها من توابع بارنبارة. كما وردت باسم «البسراطين» في أعمال الدقهلية والمرتاحية ضمن قرى الروك الناصري التي أحصاها ابن الجيعان في كتاب «التحفة السنية بأسماء البلاد المصرالية». وفي العصر العثماني وردت باسم «البسراطين» في التربيع العثماني الذي أجراه الوالي العثماني سليمان باشا الخادم في عصر السلطان العثماني سليمان القانوني ضمن قرى ولاية الدقهلية، وفي تاريخ 1228هـ/1813م الذي عدّ قرى مصر بعد المسح الذي قام به محمد علي باشا باسم «البصراطين» ضمن قرى مديرية الدقهلية، وفي سنة 1304هـ/1886م تغيّر الاسم إلى البصراط.